# Pixelus
Pixelus — відеогра-головоломка, випущена для Microsoft Windows і Mac OS X у 2005 році. Делюкс версія була випущена пізніше в цьому році. Історія розповідає про молодого грека, на ім'я Клавдій, який зазнав корабельної аварії та відновлює мозаїку храму, щоб отримати прихильність богів. Геймплей Pixelus є клоном японської гри 2001 року Guru Logi Champ, опублікованої для Game Boy Advance.

## Ігровий процес
Мета Pixelus — створювати конкретні зображення на сітці 16x16 за допомогою обмеженої кількості плиток. Гравці повинні ковзати плитками по сітці та розміщувати їх у певних місцях, щоб сформувати зображення. Ділянки, де потрібно покласти плитку, часто недоступні відразу. З цієї причини плитки часто потрібно використовувати для блокування інших плиток, а потім видаляти та розміщувати в інших місцях. Під час гри гравці можуть скинути головоломку, повернутися на один хід назад і отримати підказку. Після завершення головоломки гравці можуть отримати золоті, срібні або бронзові медалі залежно від того, скільки ходів вони використали.